# Raffetot
Raffetot est une commune française située dans le département de la Seine-Maritime en région Normandie.

## Géographie

### Localisation
| Rouville | Yébleron  |            |
| Nointot  | Raffetot  | Bolleville |
| Bolbec   | Lanquetot |            |

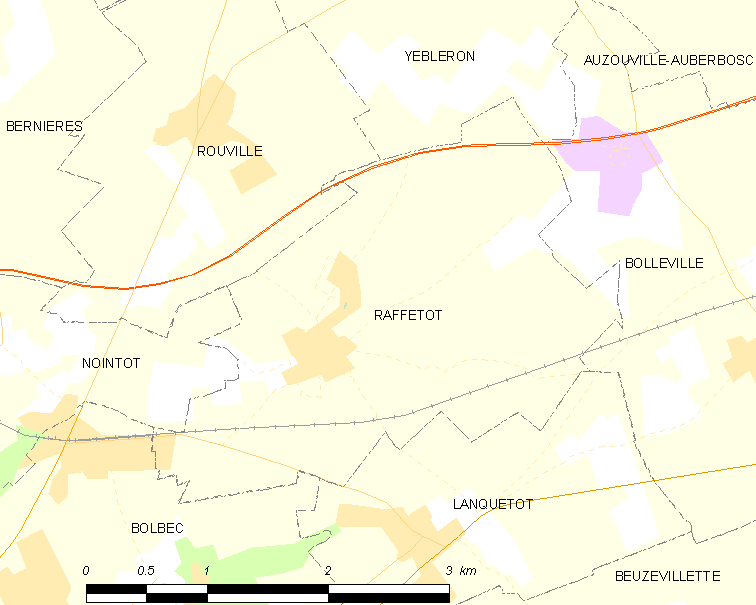
Carte de la commune.
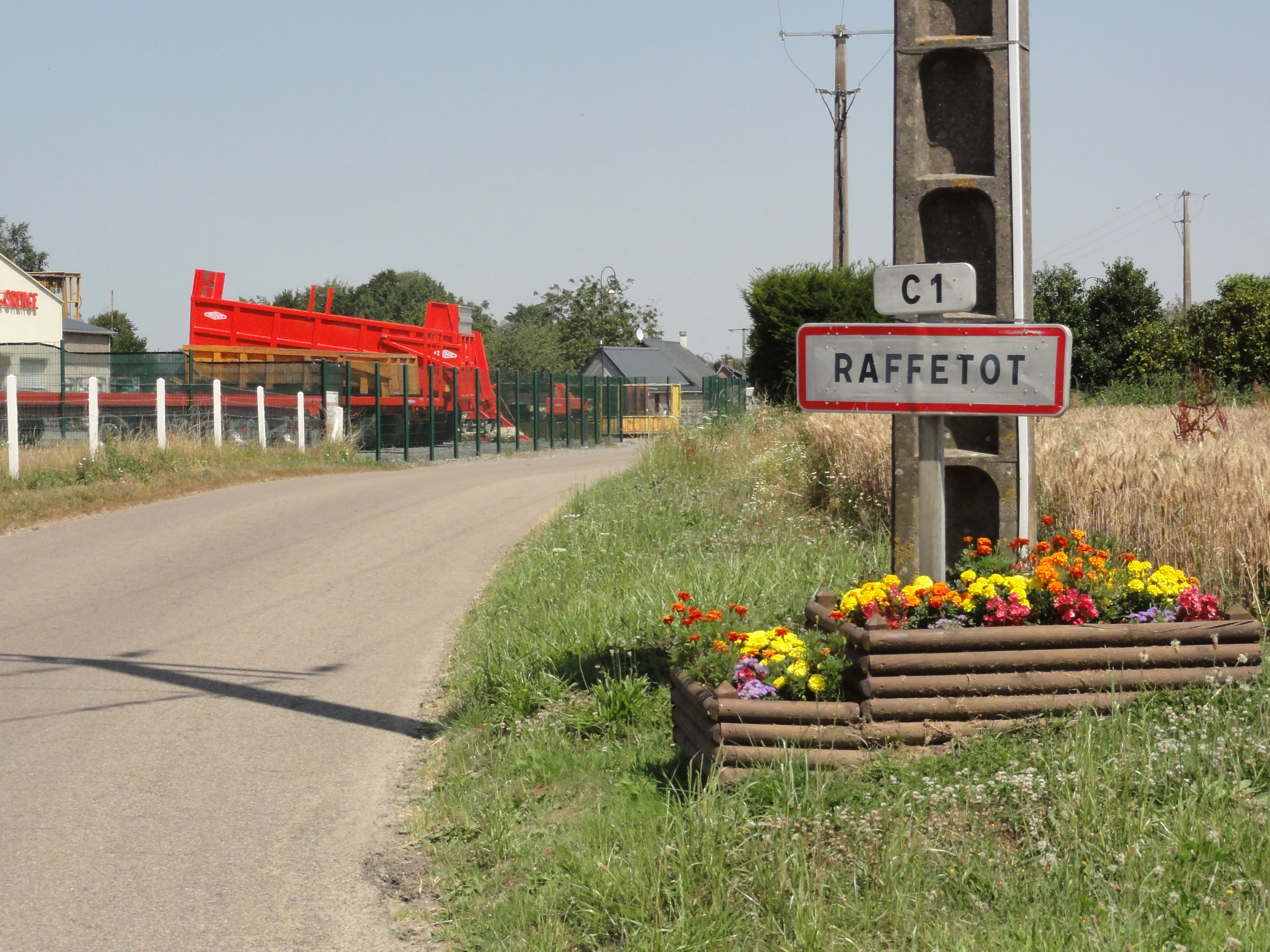
Entrée de Raffetot.
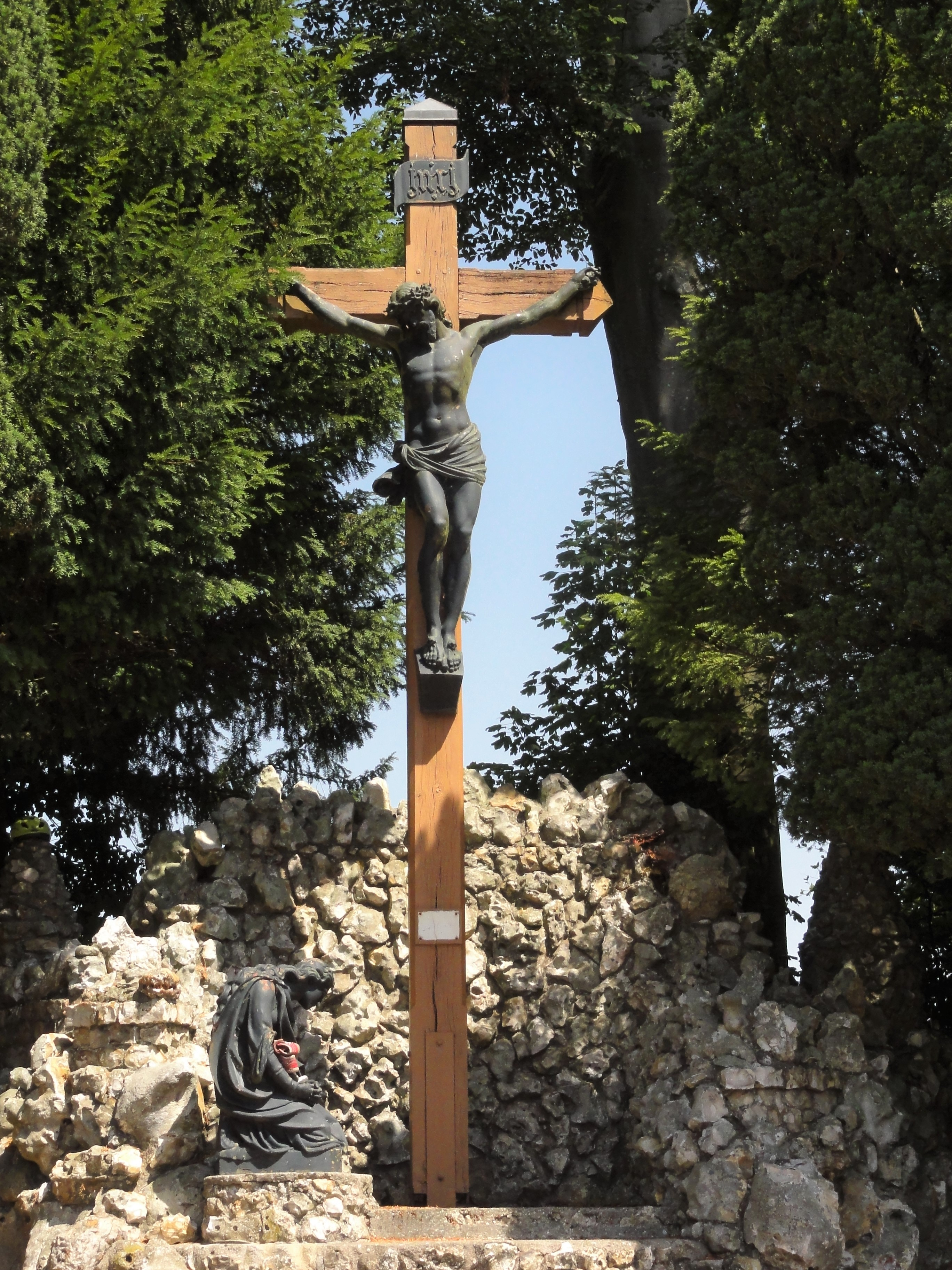
Croix de chemin.

### Hydrographie
La commune est située dans le bassin Seine-Normandie. Elle n'est drainée par aucun cours d'eau,. Néanmoins un plan d'eau est présent sur le territoire communal : la mare du Clairet (0,09 ha),.

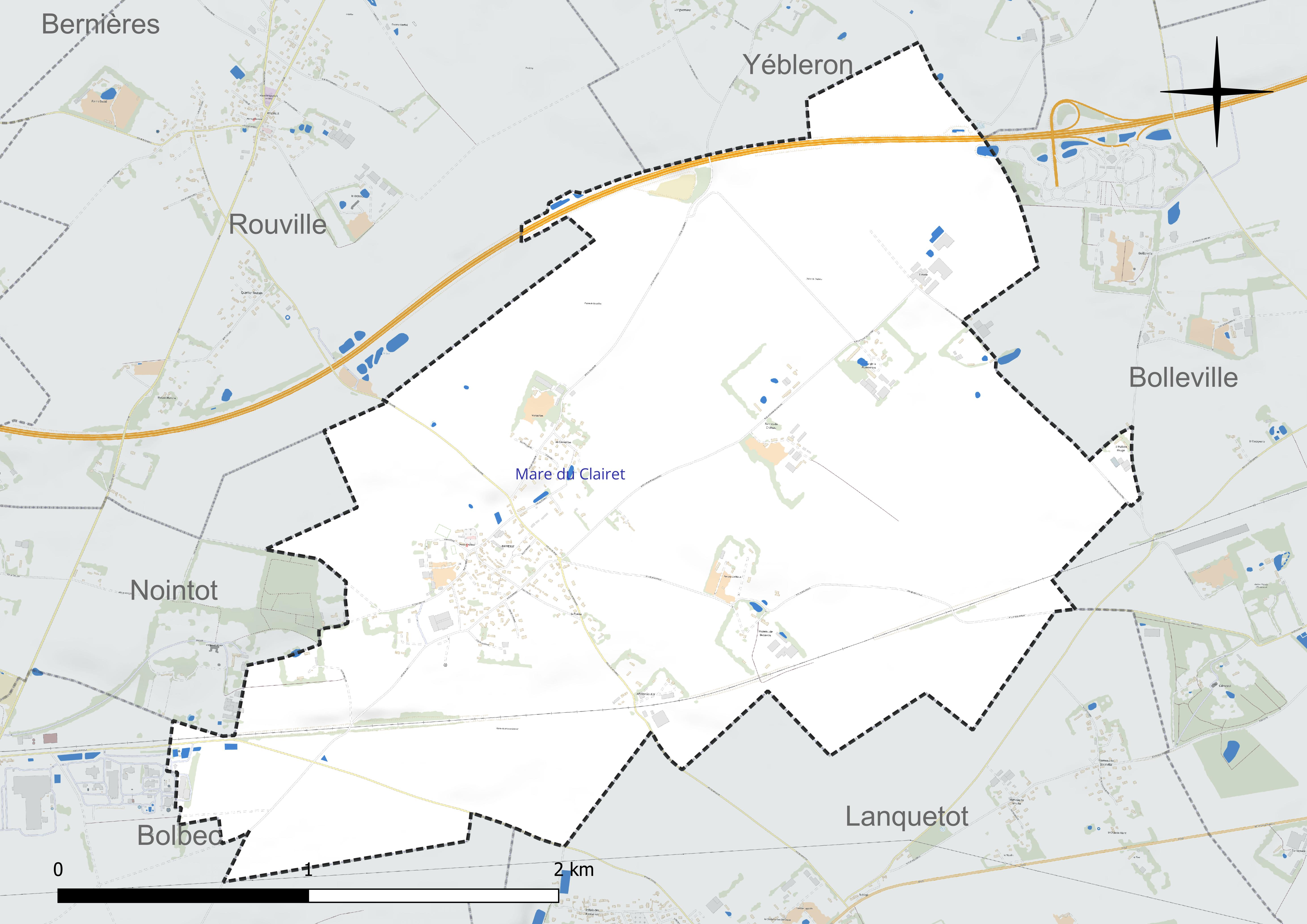
Réseau hydrographique de Raffetot.

### Climat
Pour des articles plus généraux, voir Climat de la Normandie et Climat de la Seine-Maritime.
En 2010, le climat de la commune est de type climat océanique franc, selon une étude du CNRS s'appuyant sur une série de données couvrant la période 1971-2000. En 2020, Météo-France publie une typologie des climats de la France métropolitaine dans laquelle la commune est exposée à un climat océanique et est dans la région climatique Côtes de la Manche orientale, caractérisée par un faible ensoleillement (1 550 h/an) ; forte humidité de l’air (plus de 20 h/jour avec humidité relative > 80 % en hiver), vents forts fréquents. Parallèlement le GIEC normand, un groupe régional d’experts sur le climat, différencie quant à lui, dans une étude de 2020, trois grands types de climats pour la région Normandie, nuancés à une échelle plus fine par les facteurs géographiques locaux. La commune est, selon ce zonage, exposée à un « climat maritime », correspondant au Pays de Caux, frais, humide et pluvieux, légèrement plus frais que dans le Cotentin.
Pour la période 1971-2000, la température annuelle moyenne est de 10,2 °C, avec une amplitude thermique annuelle de 13 °C. Le cumul annuel moyen de précipitations est de 977 mm, avec 13,4 jours de précipitations en janvier et 8,8 jours en juillet. Pour la période 1991-2020, la température moyenne annuelle observée sur la station météorologique la plus proche, située sur la commune de Petiville à 16 km à vol d'oiseau, est de 12,0 °C et le cumul annuel moyen de précipitations est de 844,9 mm,. Pour l'avenir, les paramètres climatiques de la commune estimés pour 2050 selon différents scénarios d'émission de gaz à effet de serre sont consultables sur un site dédié publié par Météo-France en novembre 2022.

## Urbanisme

### Typologie
Au 1er janvier 2024, Raffetot est catégorisée commune rurale à habitat dispersé, selon la nouvelle grille communale de densité à sept niveaux définie par l'Insee en 2022.
Elle est située hors unité urbaine. Par ailleurs la commune fait partie de l'aire d'attraction du Havre, dont elle est une commune de la couronne,. Cette aire, qui regroupe 116 communes, est catégorisée dans les aires de 200 000 à moins de 700 000 habitants,.

### Occupation des sols
L'occupation des sols de la commune, telle qu'elle ressort de la base de données européenne d’occupation biophysique des sols Corine Land Cover (CLC), est marquée par l'importance des territoires agricoles (94,8 % en 2018), une proportion sensiblement équivalente à celle de 1990 (95,3 %). La répartition détaillée en 2018 est la suivante : 
terres arables (89,4 %), prairies (5,4 %), zones urbanisées (5,2 %). L'évolution de l’occupation des sols de la commune et de ses infrastructures peut être observée sur les différentes représentations cartographiques du territoire : la carte de Cassini (XVIIIe siècle), la carte d'état-major (1820-1866) et les cartes ou photos aériennes de l'IGN pour la période actuelle (1950 à aujourd'hui).

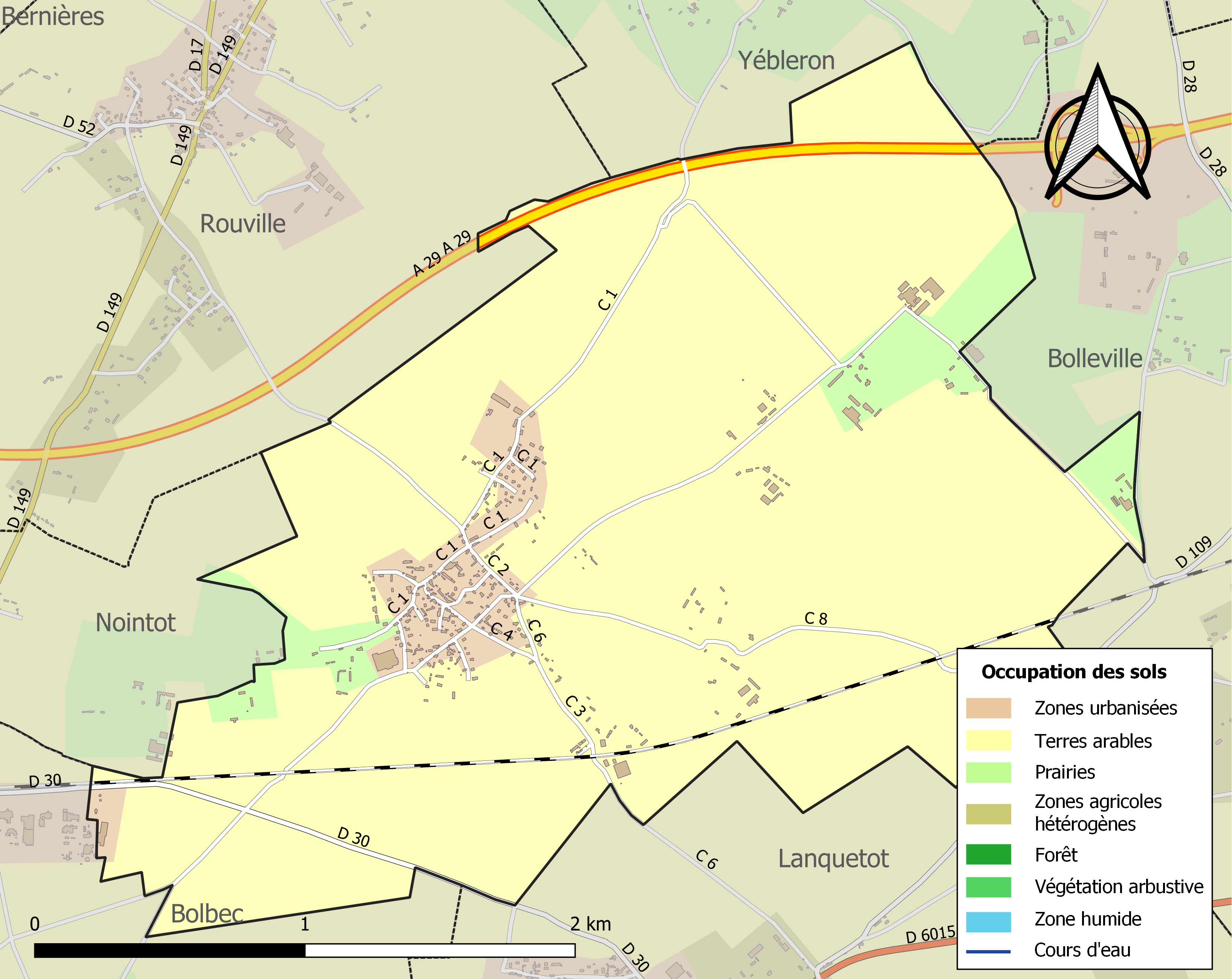
Carte des infrastructures et de l'occupation des sols de la commune en 2018 (CLC).

## Toponymie

### Attestations anciennes
Le nom de la localité est attesté sous les formes Raphetot en 1164, Raphetot en 1177 (Glanville II, 323-324), Rafetot en 1184 (Glanville, 384), Rafetot vers 1240 (H. Fr. XXIII, 225), Rafetot en 1269 (Archives départementales de la Seine-Maritime, 18 H), Rafetot en 1319 (Arch. S.-M. G 3267), Raffetot en 1337 (Longnon, 27), Raffetot en 1495 (Deville-Tancarville, 369), Raffetot en 1503 (Beaucousin, 197 — vic. de Caudebec, serg. de Bolbec).

### Étymologie
Le second élément -tot fait l'unanimité chez les spécialistes, il s'agit d'un appellatif toponymique d'origine norroise topt « emplacement, site d'une exploitation »,, fréquent dans le pays de Caux.
Certains toponymistes ont reconnu dans le premier élément Raff- (Raf- jusque vers le XIVe siècle), l'anthroponyme germanique Rafold, autrement latinisé en Rafoldus. Cependant, cet anthroponyme est rarement attesté en France. Seuls des noms apparentés sont fréquents, ils sont du type Raffaud, Raffier, Raffin, etc. et typiques notamment du Sud de la France, mais pas de Normandie.
François de Beaurepaire propose aussi le nom de personne Rafulfus qui ne semble pas attesté, *Rafulfus. Il croit reconnaître ces deux anthroponymes également dans Raffoville, hameau de la Manche, dont il ne cite aucune forme ancienne.
Seuls Albert Dauzat et Charles Rostaing émettent l'hypothèse du nom de personne germanique Raffo, Rapho, à la suite de Jean Adigard des Gautries et apparenté aux précédents.
Guy Chartier cite trois autres Raffetot dans le pays de Caux, dont Raffetot à Saussay (canton de Pavilly) mentionné sous la forme Raftot vers 1200 (inter Espeluke et Raftot, Arch. Nat. S 5203 B charte de Gautier, arch. de Rouen). Il propose d'interpréter Raf(f)- par le vieux norrois hrafn « corbeau ». Il invoque notamment la combinaison exclusive de cet élément avec l'appellatif issu du vieux norrois -tot, ce qui semble évincer les anthroponymes Raffo, Rafoldus et Raffolfus, par ailleurs jamais attestés dans la toponymie régionale semble-t-il, à l'exception de Raffoville cité par François de Beaurepaire. Il compare aussi avec un ancien Ravelont cité vers 1190, hameau de Thiouville (dont -lont représente l'ancien norrois lundr « bois ») et Ravestoft (Grande-Bretagne, Lincolnshire, Raventoft 1310) qui se superposerait exactement à Raffetot. Il existe aussi un nom de personne norrois Hrafn(i) (vieux danois Rafn) d'après le nom de l'oiseau, ils se poursuivent tous deux dans l'anthroponymie islandaise sous les formes Hrafn et Rafn.
Remarque : Faute de formes suffisamment anciennes, il est impossible d'affirmer d'une part, que l'élément -ulf / -old se soit amuï, comme le montrent souvent les formes anciennes d'autres toponymes composés dont le nom de personne précédant l'appellatif se termine en -ulf / -old et d'autre part, que [H]Rafn explique phonétiquement Raf(f)- pour une raison analogue.

## Politique et administration
| Période                                  | Période                    | Identité                        | Étiquette | Qualité                            |
| ---------------------------------------- | -------------------------- | ------------------------------- | --------- | ---------------------------------- |
| Les données manquantes sont à compléter. |                            |                                 |           |                                    |
| 1790                                     | 1791                       | Charles Deschamps de Boishébert |           | Ancien seigneur de la Bouteillerie |
| 1873                                     | 1888                       | Jules Félix Prével              |           | Cultivateur                        |
| Les données manquantes sont à compléter. |                            |                                 |           |                                    |
| mars 2001                                | avril 2005                 | Philippe Bellet                 |           |                                    |
| avril 2005                               | En cours (au 10 août 2020) | Bruno Cadiou                    | SE        | Réélu pour le mandat 2020-2026,    |

## Population et société

### Démographie

#### Évolution démographique
L'évolution du nombre d'habitants est connue à travers les recensements de la population effectués dans la commune depuis 1793. Pour les communes de moins de 10 000 habitants, une enquête de recensement portant sur toute la population est réalisée tous les cinq ans, les populations de référence des années intermédiaires étant quant à elles estimées par interpolation ou extrapolation. Pour la commune, le premier recensement exhaustif entrant dans le cadre du nouveau dispositif a été réalisé en 2004.

En 2022, la commune comptait 502 habitants, en stagnation par rapport à 2016 (Seine-Maritime : +0,35 %, France hors Mayotte : +2,11 %).
| 1793 | 1800 | 1806 | 1821 | 1831 | 1836 | 1841 | 1846 | 1851 |
| ---- | ---- | ---- | ---- | ---- | ---- | ---- | ---- | ---- |
| 535  | 595  | 597  | 605  | 612  | 636  | 643  | 660  | 602  |

| 1856 | 1861 | 1866 | 1872 | 1876 | 1881 | 1886 | 1891 | 1896 |
| ---- | ---- | ---- | ---- | ---- | ---- | ---- | ---- | ---- |
| 600  | 605  | 612  | 586  | 663  | 729  | 718  | 706  | 709  |

| 1901 | 1906 | 1911 | 1921 | 1926 | 1931 | 1936 | 1946 | 1954 |
| ---- | ---- | ---- | ---- | ---- | ---- | ---- | ---- | ---- |
| 743  | 728  | 700  | 607  | 587  | 550  | 519  | 540  | 471  |

| 1962 | 1968 | 1975 | 1982 | 1990 | 1999 | 2004 | 2006 | 2009 |
| ---- | ---- | ---- | ---- | ---- | ---- | ---- | ---- | ---- |
| 447  | 399  | 373  | 427  | 467  | 475  | 458  | 441  | 494  |

| 2014 | 2019 | 2022 | - | - | - | - | - | - |
| ---- | ---- | ---- | - | - | - | - | - | - |
| 502  | 504  | 502  | - | - | - | - | - | - |

#### Pyramide des âges
En 2018, le taux de personnes d'un âge inférieur à 30 ans s'élève à 35,1 %, soit en dessous de la moyenne départementale (36,5 %). De même, le taux de personnes d'âge supérieur à 60 ans est de 23,7 % la même année, alors qu'il est de 26,0 % au niveau départemental.
En 2018, la commune comptait 251 hommes pour 252 femmes, soit un taux de 50,10 % de femmes, légèrement inférieur au taux départemental (51,90 %).
Les pyramides des âges de la commune et du département s'établissent comme suit.
| Hommes | Classe d’âge | Femmes |
| ------ | ------------ | ------ |
| 0,8    | 90 ou +      | 1,6    |
| 3,2    | 75-89 ans    | 5,9    |
| 18,3   | 60-74 ans    | 17,4   |
| 23,1   | 45-59 ans    | 25,7   |
| 16,7   | 30-44 ans    | 17,0   |
| 17,5   | 15-29 ans    | 15,0   |
| 20,3   | 0-14 ans     | 17,4   |

| Hommes | Classe d’âge | Femmes |
| ------ | ------------ | ------ |
| 0,7    | 90 ou +      | 1,8    |
| 6,7    | 75-89 ans    | 9,6    |
| 16,7   | 60-74 ans    | 18     |
| 19,4   | 45-59 ans    | 19     |
| 18,5   | 30-44 ans    | 17,5   |
| 19,2   | 15-29 ans    | 17,4   |
| 18,9   | 0-14 ans     | 16,7   |

## Vie associative et sportive

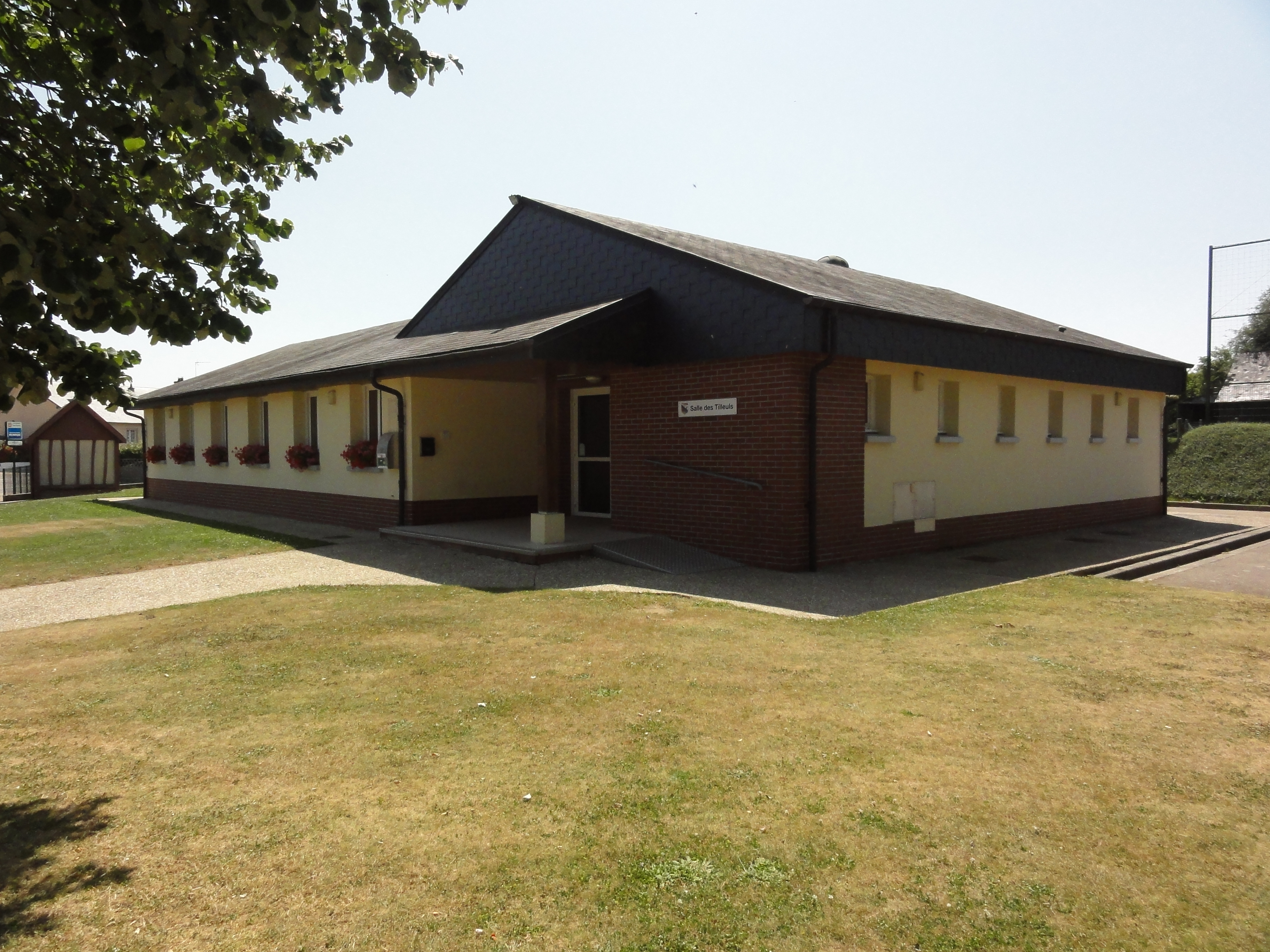
Salle des Tilleuls.
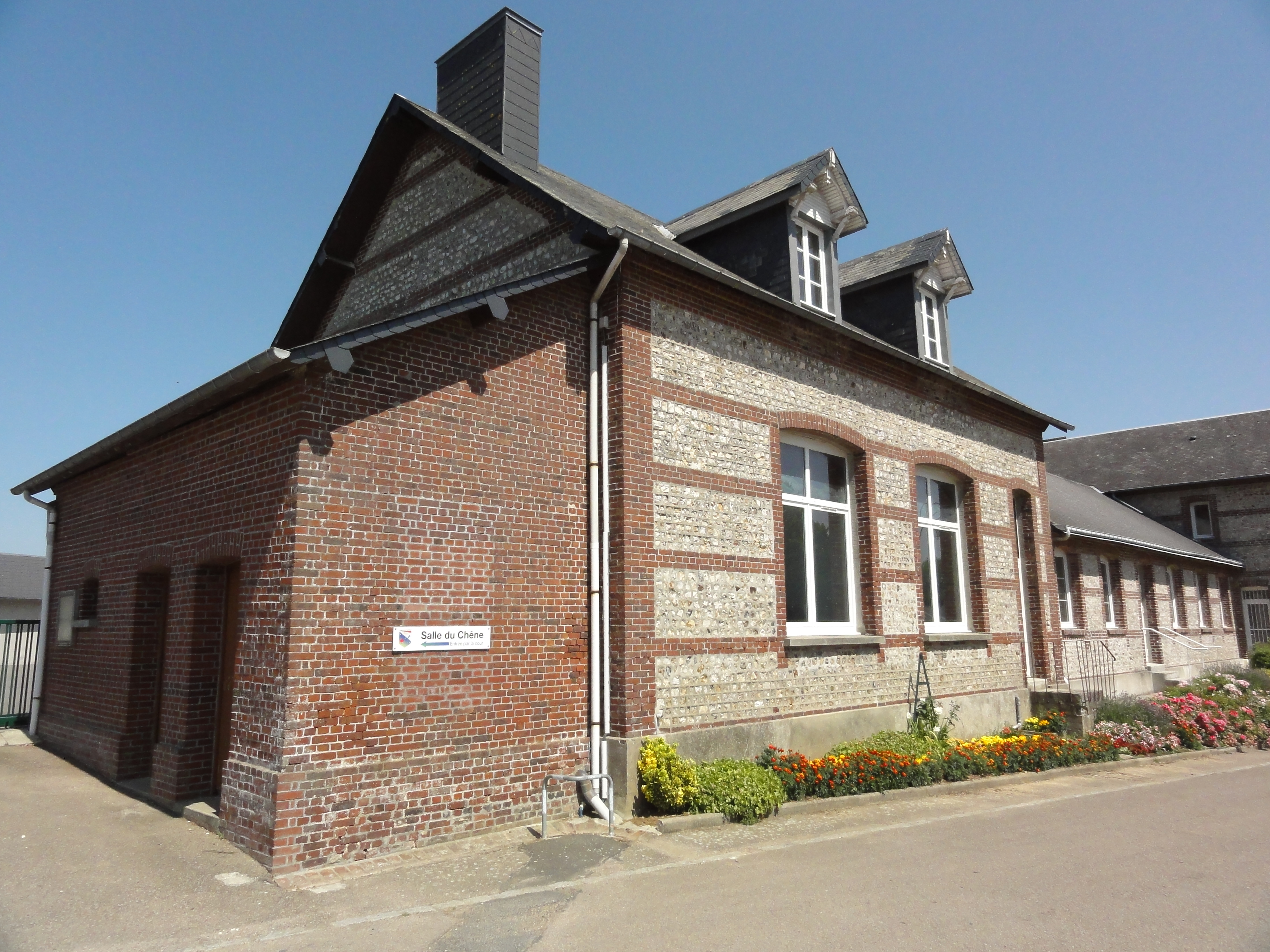
salle du Chêne.
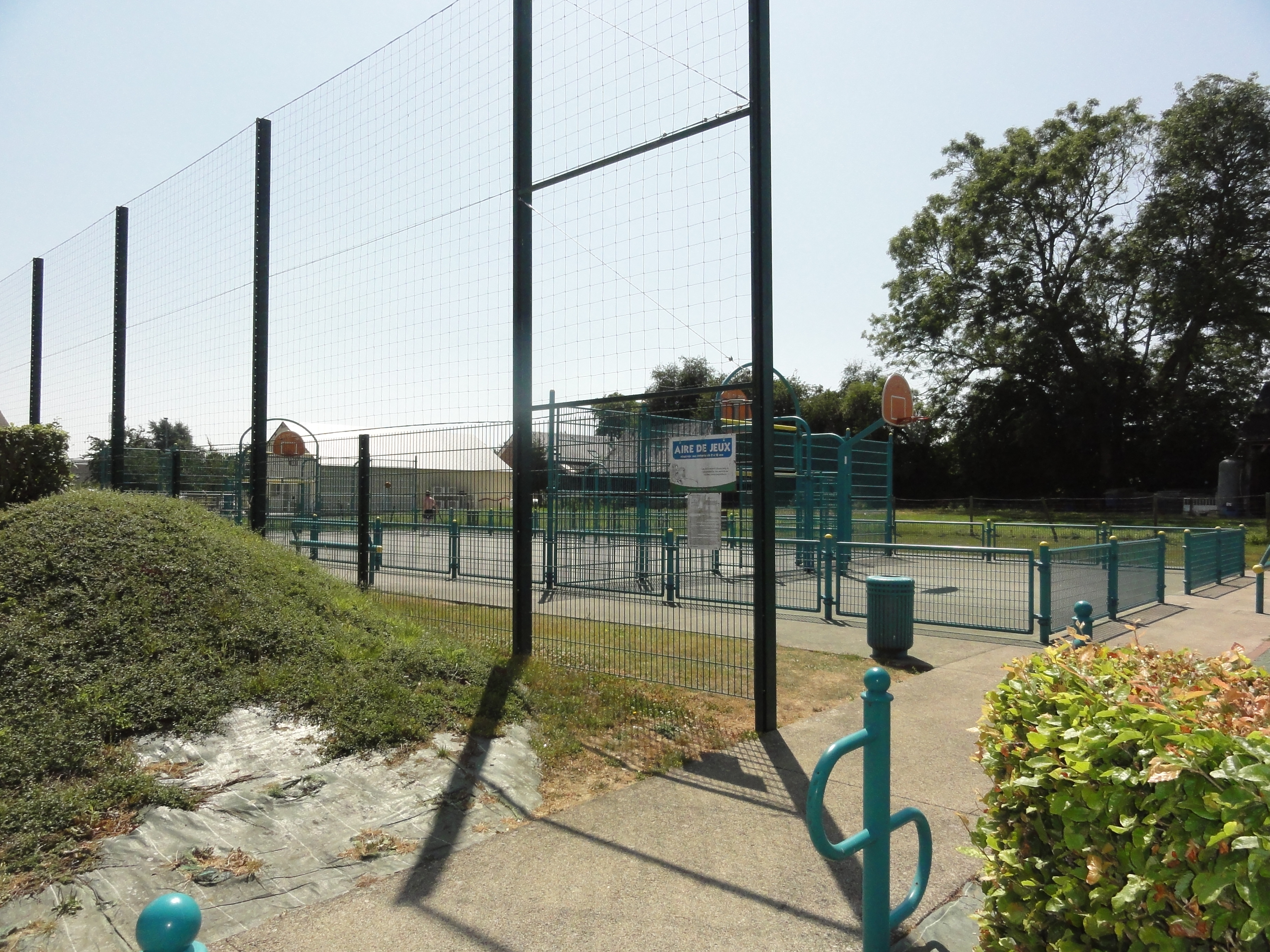
Tetrrain omnisports.

## Économie
Le principal employeur industriel implanté sur la commune de Raffetot est les établissements Orenge au service des agriculteurs, des collectivités et des entreprises pour des fabrications standard ou sur mesure.

## Culture locale et patrimoine

### Lieux et monuments
- Église Notre-Dame-de-la-Nativité, inscrite monument historique Notice no PA00100796, sur la plateforme ouverte du patrimoine, base Mérimée, ministère français de la Culture.

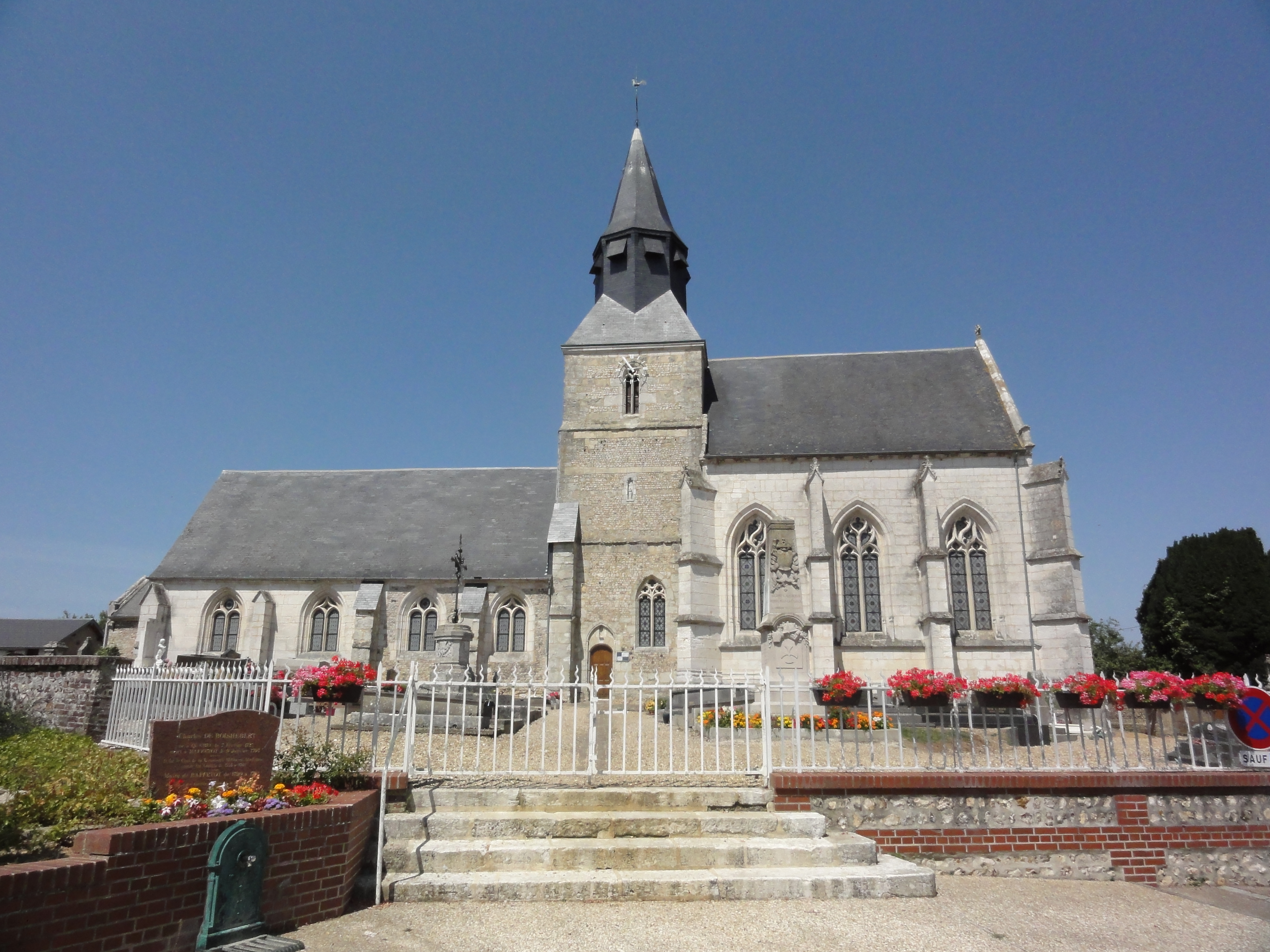
Église Notre-Dame-de-la-Nativité.
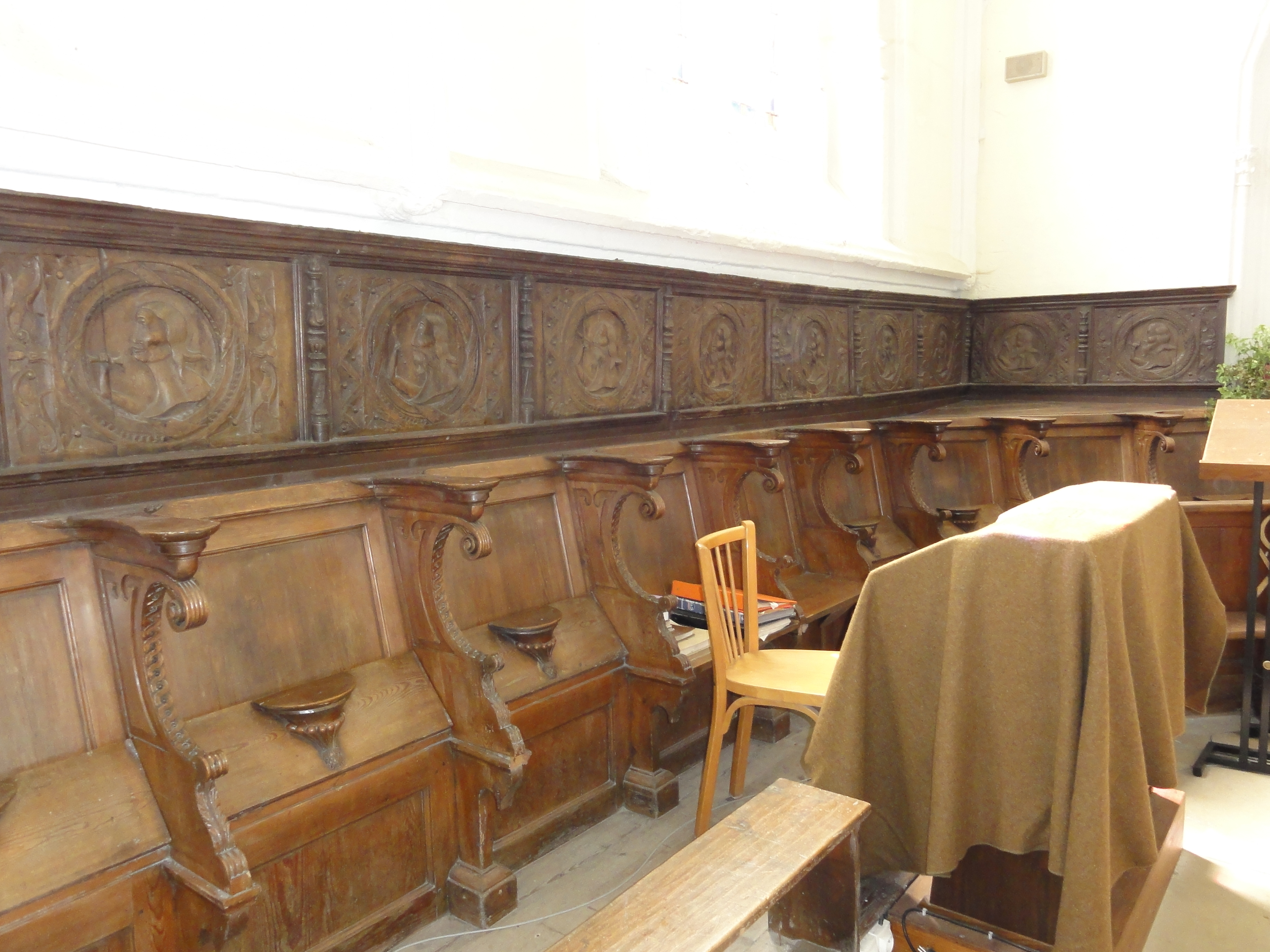
Stalles de l'église.
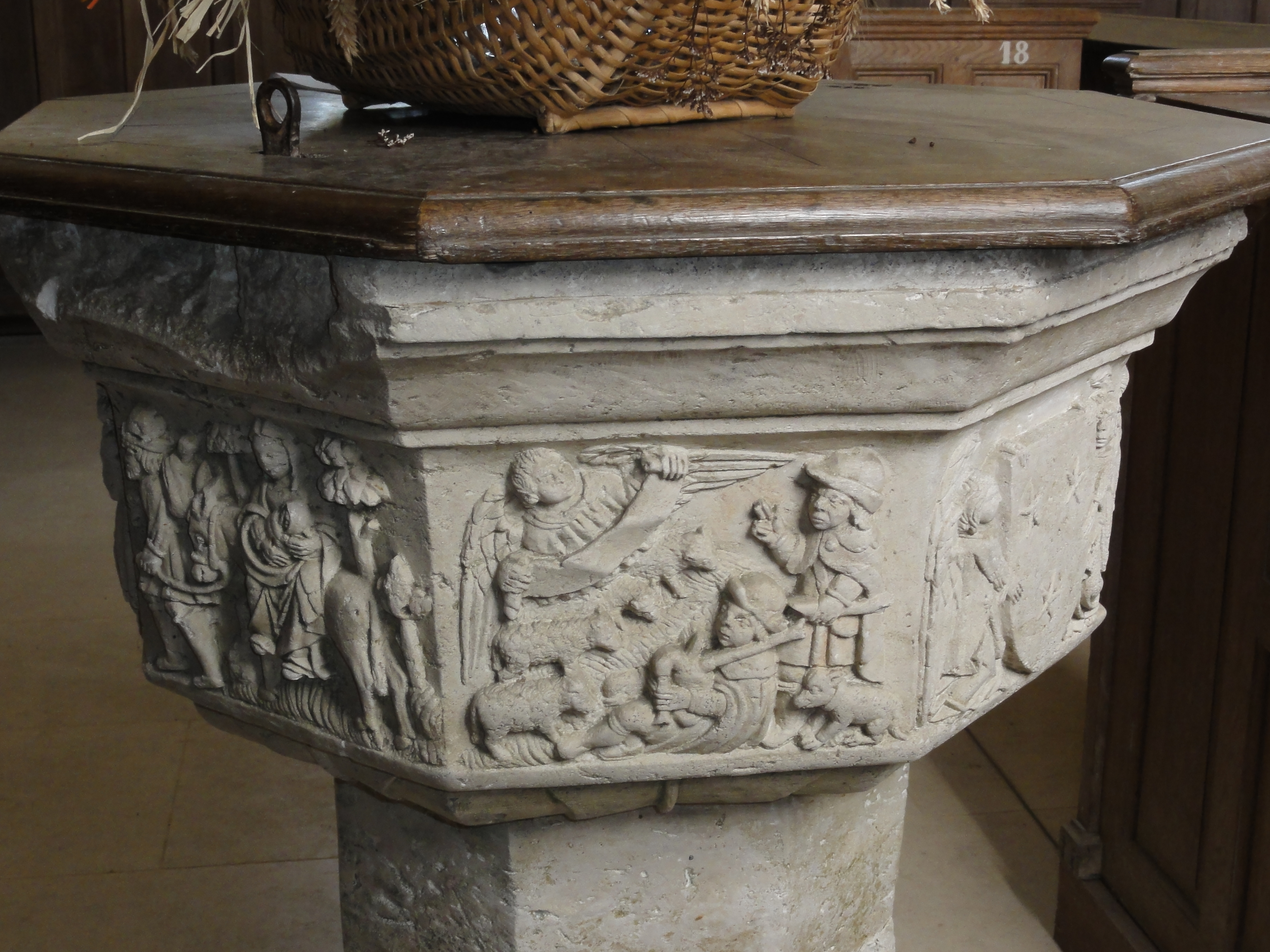
Fonts baptismaux.

- Monument aux morts de la commune.
- Plaque monument aux morts dans l'église.
- Mémorial Charles Deschamps de Boishébert.

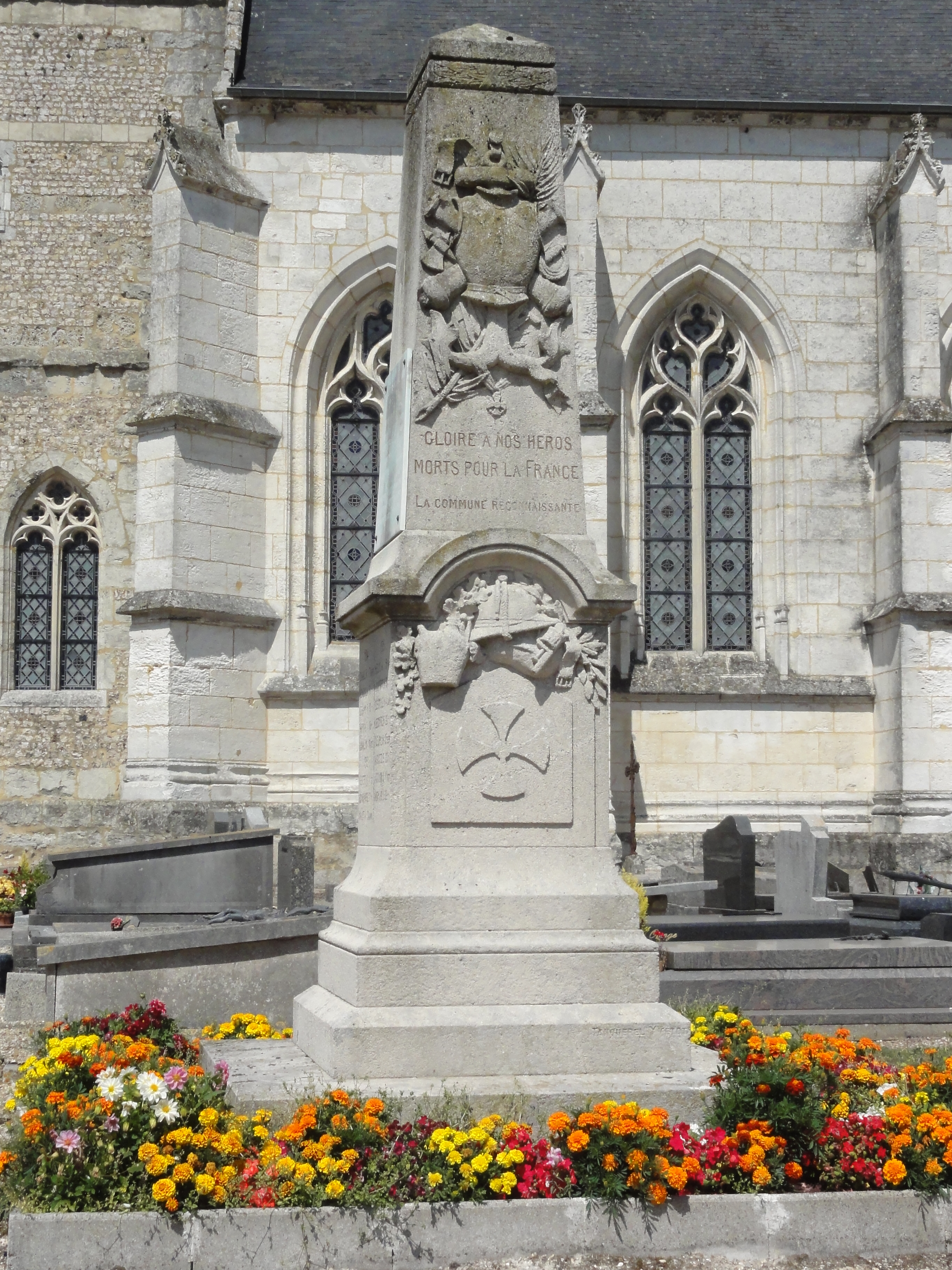
Monument aux morts.
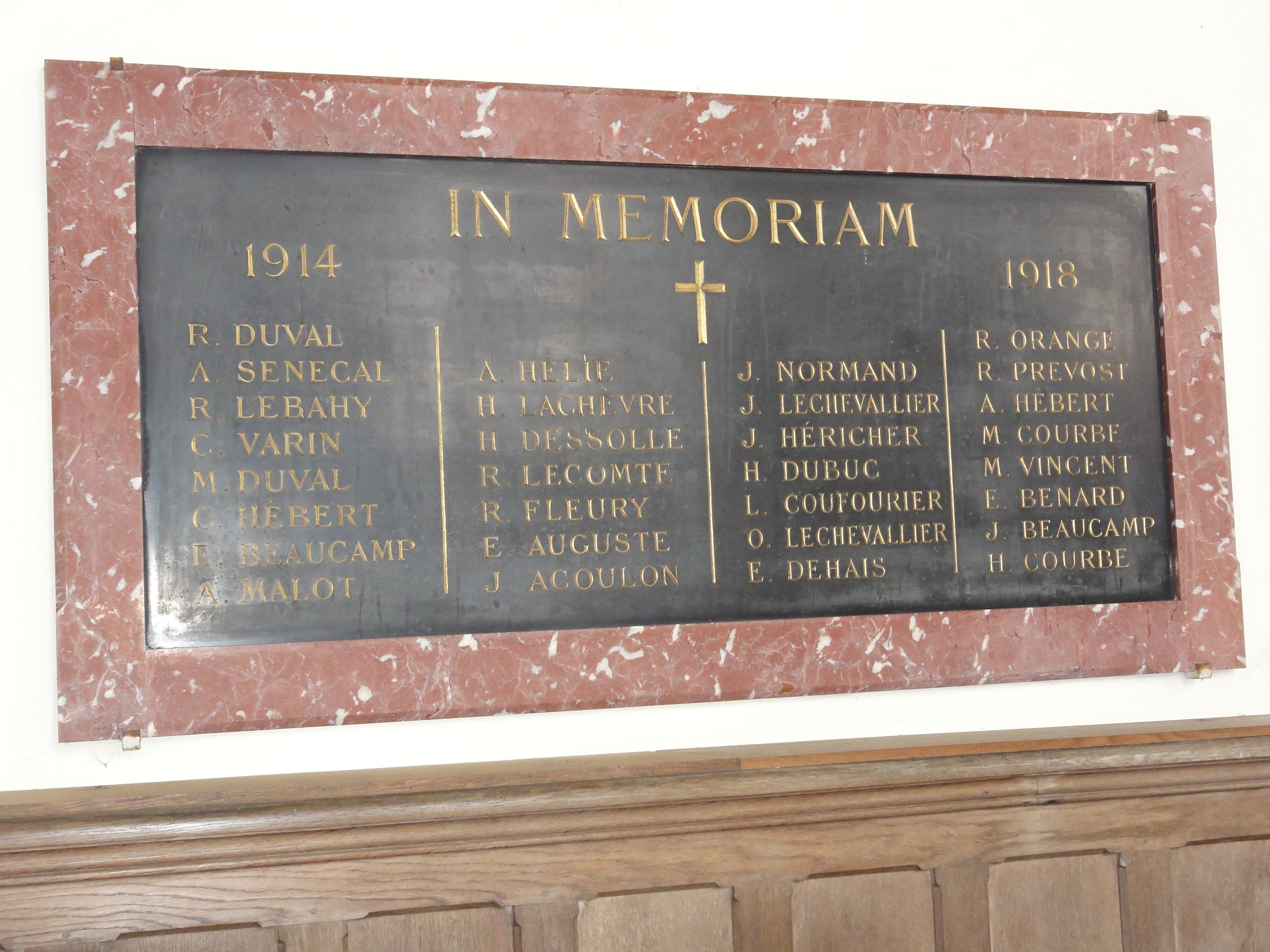
Plaque monument aux morts dans l'église.
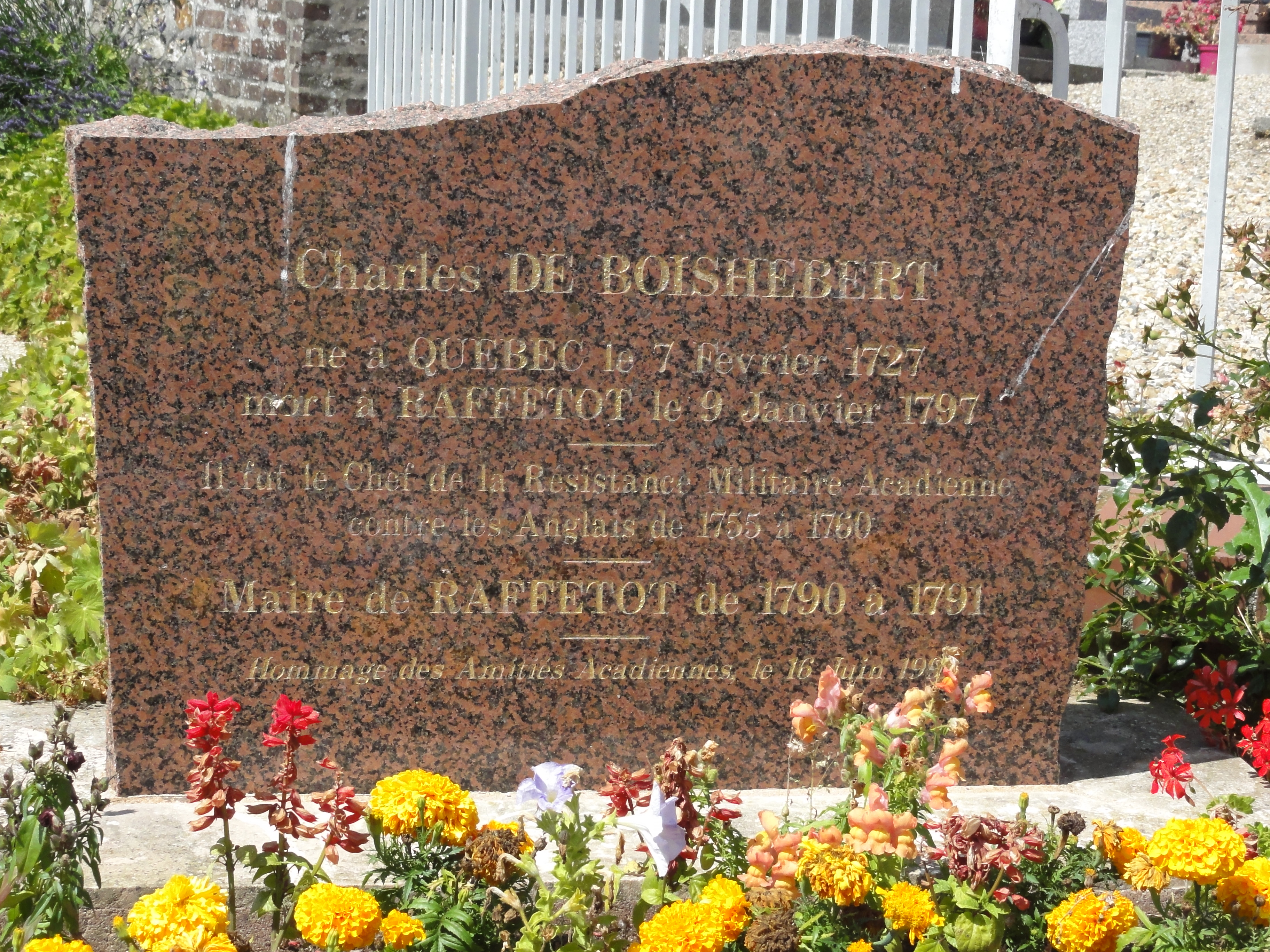
Mémorial Charles de Boishébert.

### Personnalités liées à la commune
- Charles Deschamps de Boishébert (1727-1797), officier de marine s'étant illustré en Nouvelle-France, maire de Raffetot, décédé à Raffetot.